# Tamaricella tuberosa
Tamaricella tuberosa är en insektsart som beskrevs av Irena Dworakowska 1971. Tamaricella tuberosa ingår i släktet Tamaricella och familjen dvärgstritar. Inga underarter finns listade i Catalogue of Life.